# 水口镇 (来安县)
水口镇，是中华人民共和国安徽省滁州市来安县下辖的一个乡镇级行政单位。

## 行政区划
水口镇下辖以下地区：
西王村、拥巷村、新河村、夹埂村、水西村、河西村、渡口村、清水村、上蔡村、水东村、油坊村、高隍村、枣林村、武集村和东岳村。